# چک ملوک
چک ملوک (به انگلیسی: Chak Malook) یک منطقهٔ مسکونی در پاکستان است که در ناحیه چکوال واقع شده‌است.